# 판권장

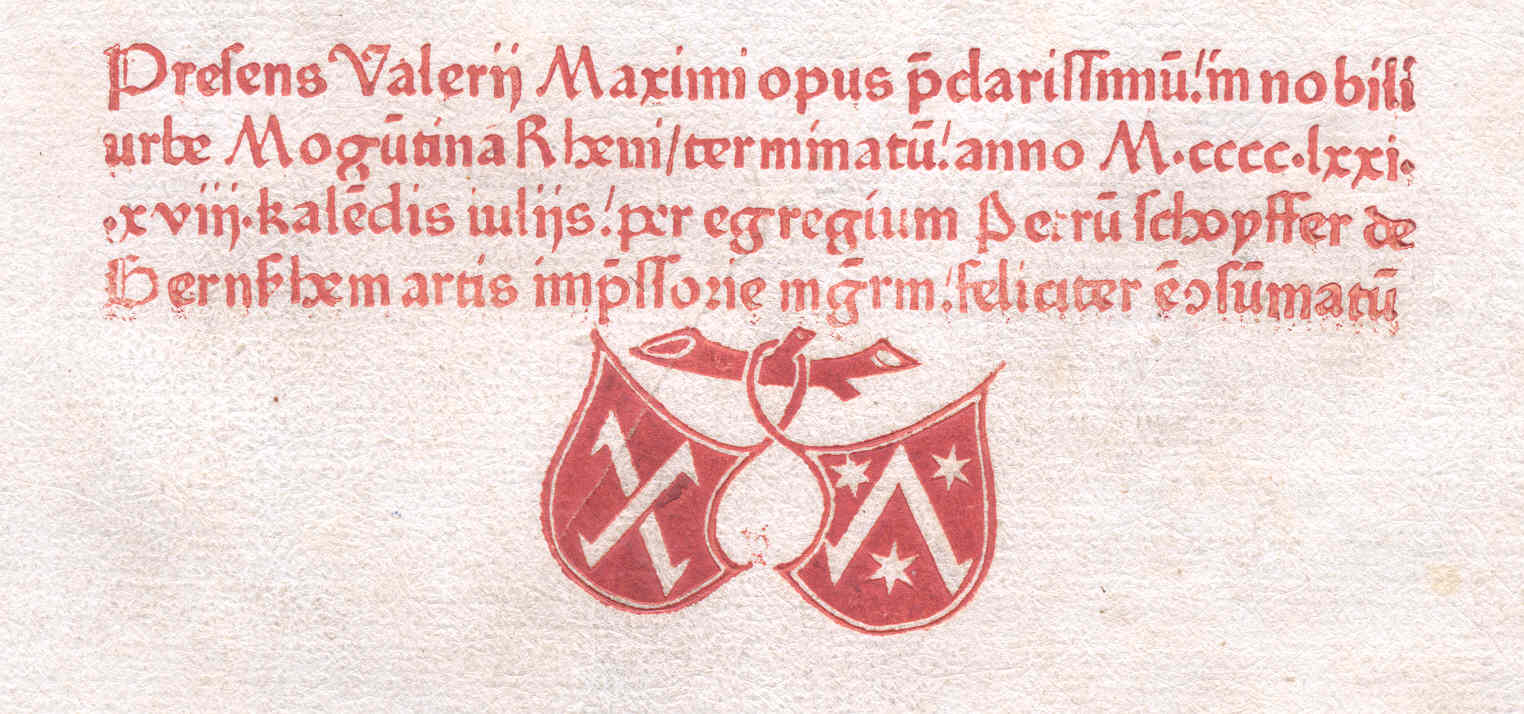
1471년에 인쇄된 판권장

판권장 또는 콜로폰(Colophon, /ˈkɒləfən, -fɒn/)은 출판에서 "출판물"(출판지, 발행인 및 발행일)과 같은 책 출판에 대한 정보를 포함하는 간략한 설명이다. 판권장에는 인쇄소나 출판사의 장치(로고)가 포함될 수 있다. 판권장은 전통적으로 책의 끝에 인쇄되지만(단어의 기원은 아래의 역사 참조), 때때로 동일한 정보가 다른 곳에 나타나며(여전히 판권장이라고 불릴 수 있는 경우) 수많은 현대(1800년 이후) 책에 이 내용이 나와 있다. 때때로 "biblio-page" 또는 (저작권 데이터를 포함할 때) "copyright-page"라고 하는 제목 페이지 또는 제목 잎의 뒷면에 있는 정보가 있다.

## 같이 보기
- 간기면